# Vanden Plas Princess 4 Litre R
Der Vanden Plas Princess 4 Litre R war eine viertürige Limousine der British Motor Corporation (BMC), die sie im Mai 1964 als Nachfolger des Princess 3 Litre herausbrachte.

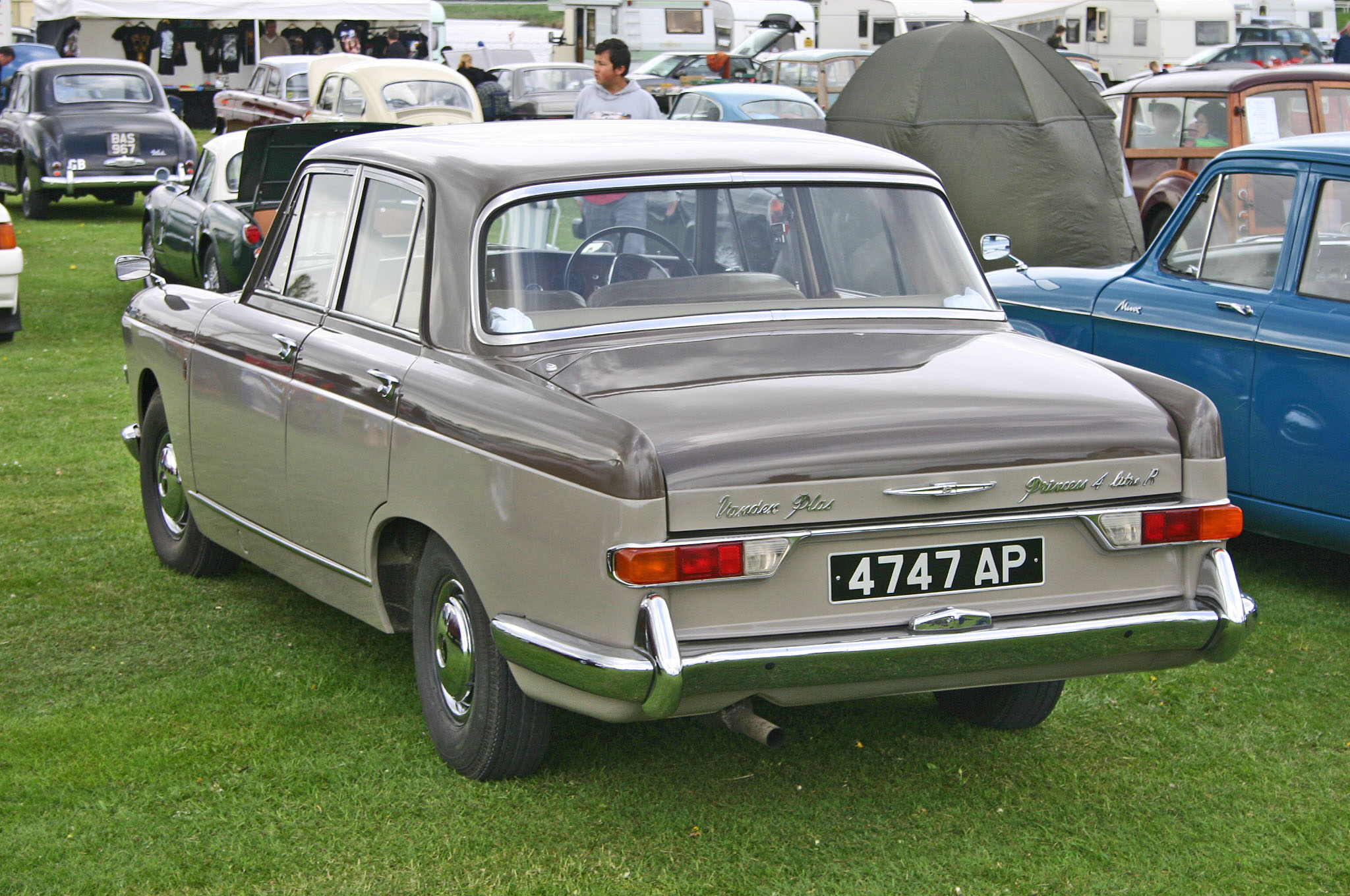
Heckansicht

Die Pininfarina-Karosserie wurde im Wesentlichen vom Vorgänger übernommen. Es gab neue, breite Rückleuchten und die Heckflossen wurden weggelassen. Neu war der wechselgesteuerte Sechszylinder-Reihenmotor mit Aluminium-Block, trockenen Laufbuchsen aus Grauguss und 3909 cm³ Hubraum, den Rolls-Royce  ursprünglich für das Projekt Rolls-Royce Rangoon entwickelt hatte. Seine Leistung war mit 130 kW (175 bhp) gegenüber dem 3 Litre (88 kW/120 bhp) erheblich gestiegen, was sich nicht nur in verbesserten Fahrleistungen, sondern auch im höheren Benzinverbrauch von 19 Litern auf 100 km niederschlug.
1968 wurde die Fertigung ohne Nachfolgemodell eingestellt. Nach dem Zusammenschluss eines Großteils der britischen Autoindustrie in der British Leyland Motor Corporation wurde beschlossen, die automobile Oberklasse künftig nur noch von Jaguar bedienen zu lassen. Dort hatte man gerade den neuen Jaguar XJ 6 eingeführt, neben dem es keinen Platz mehr für die Vanden Plas-Modelle gab.